# Angelote, amor mío
«Angelote, amor mío» es un cuento del escritor ecuatoriano Javier Vásconez, publicado en 1982 en el libro de relatos Ciudad lejana. Es el cuento más conocido del autor, además de ser considerado un clásico de la narrativa ecuatoriana. La trama transcurre durante el velorio de Jacinto, un hombre homosexual de clase alta perteneciente a una familia quiteña conservadora, y es narrada a través del monólogo interior de su amante Julián, quien recuerda la vida del difunto y critica la hipocresía de la sociedad de la época usando metáforas y símbolos religiosos.
La obra mantiene la tendencia de la literatura ecuatoriana del siglo XX de retratar personajes homosexuales que encuentran finales trágicos. No obstante, también significó un cambio de paradigma en la representación literaria de la homosexualidad en Ecuador al mostrar el deseo sexual entre hombres de forma abierta. Debido a ello, su publicación fue controversial en la época.

## Publicación

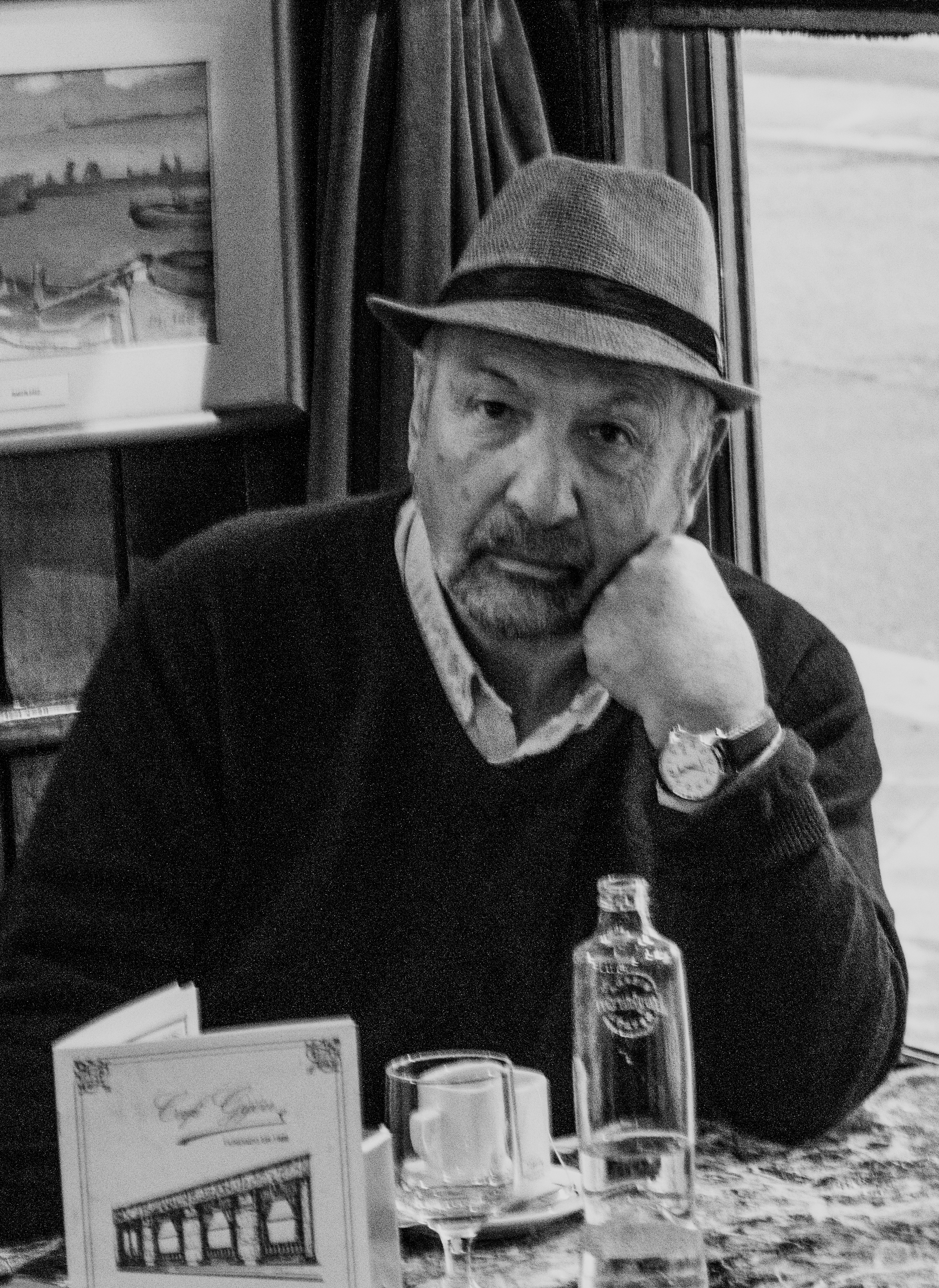
Javier Vásconez en 2016

El cuento fue publicado en 1982 por la editorial El Conejo, como parte de la colección de relatos Ciudad lejana. A pesar de que con los años se convirtió en una de las obras más destacadas de Vásconez, la publicación del cuento causó polémica en la sociedad ecuatoriana de la época por retratar la homosexualidad y lo que el autor señaló como doble moral de la clase alta quiteña, en tiempos en que las relaciones entre personas del mismo sexo seguían siendo castigadas con prisión en el país. La polémica se replicó en México y llevó al Ministerio de Educación de Ecuador a prohibir su lectura en colegios. Además, tuvo críticas por parte de círculos conservadores, que aseveraron que el relato atacaba «los buenos modales», y a quienes Vásconez calificó décadas más tarde como «curuchupas y gente con complejo de beatas».
Las controversias iniciaron incluso antes de su publicación, cuando el libro Ciudad lejana en su totalidad quedó entre los finalistas del Premio Casa de las Américas en la categoría de cuento. Antes de declararse al ganador, Vásconez recibió como petición quitar «Angelote, amor mío» del libro por las temáticas que trataba, a lo que se negó y lo llevó a la decisión de retirar Ciudad lejana del concurso.
El cuento ha sido reeditado en varias ocasiones, entre las que se puede mencionar la edición de 2011 a cargo de la editorial Doble Rostro, con ilustraciones de Ana Fernández y un prólogo del poeta español Luis Antonio de Villena. Fue además traducido al inglés en 2002 por el catedrático Wilfrido H. Corral para ser publicado en Estados Unidos.

## Escritura y temas centrales
Para la escritura del cuento, Vásconez se inspiró en un crimen que involucró a un familiar propio y que fue muy sonado en el Quito de ese entonces. Durante el velorio de su familiar, el autor escuchó una serie de burlas y chismes por parte de los asistentes, lo que lo hizo enfadar y lo inspiró a escribir el relato. El tono confesional de la historia, que parece tomar la forma de una carta privada, fue elegido por Vásconez como forma de representar el secretismo social hacia ciertos temas en la clase alta ecuatoriana, influenciado por la religiosidad católica.
A lo largo del relato, Vásconez presenta constantes alusiones a símbolos católicos y religiosos, como vírgenes, iglesias y retratos de santos, que el autor incluyó por la importancia que estos símbolos recibían en la educación de los niños de la época. A través de esta representación de un Quito que se muestra como «ciudad conventual» y arcaica, narrada con un lenguaje cercano al barroco, el autor presenta un retrato metafórico de la hipocresía y la moral opresora de la sociedad quiteña conservadora. Jacinto, que en concordancia con las metáforas religiosas es descrito indistintamente como ángel o demonio, toma el papel del ángel caído que transgrede los valores y normas sociales a través del placer sexual.
Este proceso de desacralización se usa constantemente en la narración, sobre todo en las descripciones de actos sexuales que toman características de ritos religiosos, como cuando el protagonista afirma «mientras hundía más mi campanilla en tu altísimo campanario», o «del pecho de un San Sebastián se abrían cavernas, recintos sangrantes donde acomodar un falo», e incluso en la escena del asesinato de Jacinto, que Vásconez describe en el siguiente fragmento: «Retazo de ángel, has muerto vomitando sangre sobre el regazo de un adolescente. ¿Buscabas a Dios en el pantalón mugriento de quien te apuñaló?».
Otro tema explorado es la relación de personas homosexuales con sus familias en el Ecuador de esa época. Desde los primeros momentos del cuento, se evidencia que la familia de Jacinto intenta ocultar lo que perciben como desviación de su hijo y obligarlo —aún después de haber muerto— a cumplir con las expectativas que siempre habían tenido de él, lo que se ejemplifica con el maquillaje serio y la ropa elegante con que lo presentan para el velorio. El deseo por guardar las apariencias es tan grande que los familiares prefieren ver a su hijo muerto antes que abiertamente homosexual, como expresa el narrador de Vásconez: 

Demasiada gente había sollozado, repitiendo sin cesar, que mejor era así. Mejor que fueras bestia, pero no pecador. ¿Por qué disimular, si toda tu vida no has sido más que un motivo de escándalo para ellos? ¿Por qué inquietarse, si nunca tendrán el valor suficiente para vomitar sobre tu tumba?

En términos narrativos, la historia inicia in media res y posee un narrador en primera persona que recuenta los hechos a través de un monólogo interior en el que se dirige a su amante muerto. El término «Angelote», que da nombre a la obra, es el sobrenombre usado por el protagonista para referirse a Jacinto y cuenta con un carácter paradójico, al añadirle el sufijo «ote», que da una connotación anuladora y de ridículo, a la palabra «ángel».

## Recepción y legado
El cuento obtuvo una mención de honor en un concurso literario organizado en 1983 por la revista mexicana Plural. En 2001, el diario El País lo eligió además como uno de los relatos más representativos en español publicados por la editorial Alfaguara.
El poeta y crítico español Luis Antonio de Villena elogió el tono poético del relato y lo calificó como «una pequeña joya de la gran tradición, tan nuestra, del Barroco hispánico», así como un «relato perverso que señala que los perversos son los otros, los que miran mal». Villena alabó de forma particular la capacidad de Vásconez de retratar la vida de Jacinto en unas cuantas páginas. El psicólogo y crítico literario Pedro Artieda también habló positivamente del relato y lo describió como «bello cuento, casi un canto», además de resaltar la ruptura que significó en la representación de la homosexualidad en la literatura ecuatoriana. Este carácter disruptivo también fue destacado por el crítico Carlos Villafuerte en un artículo de la revista digital Matavilela. El escritor cañarense Eliécer Cárdenas, por su lado, lo describió como un «relato de gran calidad estilística que lo ha situado como uno de los mejores de la narrativa ecuatoriana».
El cuento fue adaptado al teatro en 2021 por el bailarín y coreógrafo Kléver Viera y estrenado en el Teatro Nacional Sucre.